# Ángel Trinidad
Ángel Trinidad de Haro (Marbella, 27 marzo 1993) è un pallavolista spagnolo, palleggiatore della Prisma Taranto.

## Carriera

### Club
La carriera di Ángel Trinidad inizia nelle giovanili del Málaga. Nella stagione 2012-13 affronta il campionato di seconda divisione con l'Almería, vincendo il campionato e la Coppa del Principe, mentre nella stagione seguente gioca a Vibo Valentia, con la Callipo. Nel campionato 2014-15 approda nella 1. Bundesliga tedesca col Bühl, club che lascia già nel campionato seguente per andare a giocare un triennio nella Liga A belga col Roeselare, aggiudicandosi due scudetti e tre coppe nazionali.
Per il campionato 2018-19 si accasa al Tours, nella Ligue A francese, vincendo la Coppa di Francia e lo scudetto. Dopo due annate coi transalpini, è di scena nella Polska Liga Siatkówki, dove indossa la casacca del Projekt Warszawa per un altro biennio, al termine del quale torna nella massima divisione tedesca per disputare l'annata 2022-23 con lo Charlottenburg, centrando la vittoria in tutte le competizioni nazionali, grazie ai successi in Coppa di Lega e Coppa di Germania e alla vittoria dello scudetto.
Nella stagione 2023-24 ritorna dopo un decennio nella Superlega italiana, indossando la casacca della Prisma Taranto.

### Nazionale
Entra a far parte della nazionale under 19 spagnola, con cui ottiene la medaglia d'argento al campionato mondiale under 19 del 2011. Viene poi convocato nella selezione under 20, con cui conquista l'argento al campionato europeo del 2012, dove viene eletto miglior palleggiatore della fase di qualificazione.
Gioca con la nazionale maggiore dal 2011, conquistando la medaglia d'argento ai XVIII Giochi del Mediterraneo.

## Palmarès

### Club
- Campionato francese: 1

2018-19
- Campionato belga: 2

2015-16, 2016-17
- Campionato tedesco: 1

2022-23
- Coppa del Principe: 1

2012-13
- Coppa di Francia: 1

2018-19
- Coppa del Belgio: 3

2015-16, 2016-17, 2017-18
- Coppa di Germania: 1

2022-23
- Coppa di Lega: 1

2022

### Nazionale (competizioni minori)
- Campionato mondiale under 19 2011
- Campionato europeo under 20 2012
- Giochi del Mediterraneo 2018

### Premi individuali
- 2012 - Qualificazioni al campionato europeo under 20: Miglior palleggiatore
- 2013 - Superliga 2 de Voleibol Masculina: MVP